# Elecciones parlamentarias de Mónaco de 2013
Las elecciones parlamentarias de Mónaco de 2013 se llevaron a cabo el 10 de febrero de 2013.

## Sistema electoral
Los votantes pueden elegir una lista de partido o elegir candidatos de distintas listas "panachage" de los 24 escaños.

## Resultados
| Partidos                                     | Votos  | %      | Escaños |
| -------------------------------------------- | ------ | ------ | ------- |
| Horizonte Mónaco                             | 56,472 | 50.34  | 20      |
| Unión Monegasca                              | 43,743 | 38.99  | 3       |
| Renacimiento                                 | 11,964 | 10.67  | 1       |
| Votos nulos                                  | 159    | -      | -       |
| Votos en blanco                              | 63     | -      | -       |
| Total                                        | 5,088  | 100.00 | 24      |
| Padrón electoral                             | 6,824  | 74.55  |         |
| Fuentes: Résultats des élections de CNM 2013 |        |        |         |